# 托尼·乔治 (举重运动员)
布鲁斯·隆納 "托尼"·乔治（英語：Tony George，1919年9月25日—2006年7月21日），新西兰男子举重运动员。他曾代表新西兰参加1950年和1954年大英帝国和英联邦运动会，分別获得一枚银牌和一枚铜牌。